# Glee: The Music, Celebrating 100 Episodes
Glee: The Music, Celebrating 100 Episodes é um álbum com a trilha sonora dos episódios "100" e "New Directions" da quinta temporada da série Glee. O álbum foi lançado no dia 25 de março de 2014. Contém novas versões de músicas já apresentadas nas temporadas anteriores da série. As canções foram escolhidas por fãs em uma enquete no site oficial da série.Essa é a sexta versão de Don't Stop Believin'.

## Faixas
| Glee: The Music, Celebrating 100 Episodes – Edição Target |                                                 |                                                                                           |         |  |
| N.º                                                       | Título                                          | Intérprete(s)                                                                             | Duração |  |
| 1.                                                        | "Keep Holding On" (Season 5 Version)            | Mark Salling                                                                              | 4:05    |  |
| 2.                                                        | "Valerie" (Season 5 Version)                    | Naya Rivera & Heather Morris                                                              | 3:34    |  |
| 3.                                                        | "Defying Gravity" (Season 5 Version)            | Lea Michele, Amber Riley & Chris Colfer                                                   | 2:21    |  |
| 4.                                                        | "Raise Your Glass" (Season 5 Version)           | Matthew Morrison & Kristin Chenoweth                                                      | 3:25    |  |
| 5.                                                        | "Toxic" (Season 5 Version)                      | Naya Rivera, Heather Morris & Dianna Agron                                                | 3:50    |  |
| 6.                                                        | "Happy"                                         | Gwyneth Paltrow, Kristin Chenoweth, Matthew Morrison, Darren Criss & Amber Riley          | 3:53    |  |
| 7.                                                        | "Party All the Time"                            | Gwyneth Paltrow                                                                           | 4:21    |  |
| 8.                                                        | "Total Eclipse of the Heart" (Season 5 Version) | Matthew Morrison & Kristin Chenoweth                                                      | 3:46    |  |
| 9.                                                        | "Loser Like Me" (Season 5 Version)              | Jenna Ushkowitz, Chord Overstreet, Darren Chris & Kevin McHale                            | 3:51    |  |
| 10.                                                       | "Be Okay"                                       | Naya Rivera & Lea Michele                                                                 | 3:18    |  |
| 11.                                                       | "I Am Changing"                                 | Amber Riley & Chris Colfer                                                                | 4:05    |  |
| 12.                                                       | "Just Give Me a Reason"                         | Dianna Agron & Mark Salling                                                               | 4:01    |  |
| 13.                                                       | "Don't Stop Believin'" (Season 5 Version)       | Lea Michele, Darren Criss, Matthew Morrison, Chris Colfer, Jenna Ushkowitz & Kevin McHale | 3:52    |  |

| Glee: The Music, Celebrating 100 Episodes – Edição japonesa |                    |                             |         |  |
| N.º                                                         | Título             | Intérprete(s)               | Duração |  |
| 14.                                                         | "Keep Holding On"  | Lea Michele & Cory Monteith |         |  |
| 15.                                                         | "Defying Gravity"  | Lea Michele & Chris Colfer  |         |  |
| 16.                                                         | "Raise Your Glass" | Darren Criss                |         |  |
| 17.                                                         | "Loser Like Me"    | Lea Michele & Cory Monteith |         |  |
| 18.                                                         | "Story of My Life" | Chris Colfer & Darren Criss |         |  |

| Glee: The Music, Celebrating 100 Episodes – Edição iTunes |                                                 |                                                                                           |         |  |
| N.º                                                       | Título                                          | Intérprete(s)                                                                             | Duração |  |
| 1.                                                        | "Raise Your Glass" (Season 5 Version)           | Matthew Morrison & Kristin Chenoweth                                                      | 3:25    |  |
| 2.                                                        | "Toxic" (Season 5 Version)                      | Naya Rivera, Heather Morris & Dianna Agron                                                | 3:50    |  |
| 3.                                                        | "Defying Gravity" (Season 5 Version)            | Lea Michele, Amber Riley & Chris Colfer                                                   | 2:21    |  |
| 4.                                                        | "Valerie" (Season 5 Version)                    | Naya Rivera & Heather Morris                                                              | 3:34    |  |
| 5.                                                        | "Keep Holding On" (Season 5 Version)            | Mark Salling                                                                              | 4:05    |  |
| 6.                                                        | "Happy"                                         | Gwyneth Paltrow, Kristin Chenoweth, Matthew Morrison, Darren Criss & Amber Riley          | 3:53    |  |
| 7.                                                        | "Total Eclipse of the Heart" (Season 5 Version) | Matthew Morrison & Kristin Chenoweth                                                      | 3:46    |  |
| 8.                                                        | "I Am Changing"                                 | Amber Riley & Chris Colfer                                                                | 4:05    |  |
| 9.                                                        | "Party All the Time"                            | Gwyneth Paltrow                                                                           | 4:21    |  |
| 10.                                                       | "Loser Like Me" (Season 5 Version)              | Jenna Ushkowitz, Chord Overstreet, Darren Chris & Kevin McHale                            | 3:51    |  |
| 11.                                                       | "Be Okay"                                       | Naya Rivera & Lea Michele                                                                 | 3:18    |  |
| 12.                                                       | "Just Give Me a Reason"                         | Dianna Agron & Mark Salling                                                               | 4:01    |  |
| 13.                                                       | "Don't Stop Believin'" (Season 5 Version)       | Lea Michele, Darren Criss, Matthew Morrison, Chris Colfer, Jenna Ushkowitz & Kevin McHale | 3:52    |  |